# キャプテンD
キャプテンD (Captain D’s ) は、アメリカ合衆国のファストカジュアルチェーンストア。シーフードやフィッシュ・アンド・チップス、そして低炭水化物を特長としている。本社はテネシー州ナッシュビルに位置している。対抗企業はロング・ジョン・シルヴァースである。

## 歴史
1969年8月15日、「ミスターD」の名でテネシー州ドネルソンに1号店が開店した。「D」は経営者の1人レイ・ダナーの姓のイニシャルである。
2007年、『ネイションズ・レストラン・ニューズ』で改良メニュー部門でメニューマスター賞を受賞した。近年では大幅なブランド改革を行ない、2年以上売り上げ伸び率が同じであった。この成功はフランチャイズの拡大に繋がっている。2013年、ニュースサイト『ナッシュビル・ポスト』によりフィル・グレイフィールドがCEO賞を受賞した。

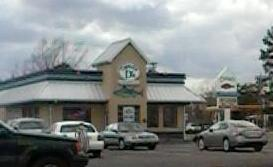
ノースカロライナ州エリザベス・シティのサウスゲート・モールにある店舗。この建物は以前のプレート状のロゴを使用している

2000年の破産後、2002年、テキサス州ダラスを基盤とするローンスターがショーニーズを買収した。メリーランド州ティモニアムを基盤とするグロテック・キャピタル・グループ社とマサチューセッツ州ボストンの未公開株式投資会社チャールズバンク・キャピタル・パートナーズがサジタリウス・ブランドを組織し、2004年12月、1億5千万ドルでキャプテンDを買収した。キャプテンDのオーナーはデル・タコも操業している。
2010年、サン・キャピタル・パートナーズに買収された。2012年、キャプテンDはスーパー・サラダからグランディーズを買収した。2013年、サン・キャピタル・パートナーズはキャプテンDをセンター・パートナーズに売却した。この売却は『ロイター・バイアウト・マガジン』で改革賞に選ばれた。